# Центральноамериканский какомицли
Центральноамериканский какомицли, или центральноамериканский кэкомисл (лат. Bassariscus sumichrasti) — млекопитающее из семейства енотовых отряда хищных. Местное название — гуаяноче.

## Описание
Внешне напоминает североамериканского какомицли, но крупнее, крепче и сильнее его, хвост длиннее, лапы без втяжных когтей, подошвы лап без шерсти. Длина тела 55—60 см, хвоста 75 см.

## Ареал
Распространен в Центральной Америке: на юге Мексики, в Белизе, Коста-Рике, Сальвадоре, Гватемале, Гондурасе, западной и центральной Панаме до озера Байано. Обитает в верхнем и среднем ярусах тропических лесов. Встречается в горных и низменных дождевых лесах, влажных вечнозелёных лесах, сезонных засушливых лесах, кустарниковых зарослях, вторичных лесах.

## Образ жизни
Ведёт ночной древесный одиночный образ жизни. Всеяден, питается фруктами, насекомыми и, вероятно, мелкими позвоночными. Естественные враги — лисицы, койоты, рыжие волки, пумы, рыси и другие крупные хищники. Продолжительность жизни в неволе до 8 лет.

## Подвиды
- B. s. sumichrasti
- B. s. latrans
- B. s. notinus
- B. s. oaxacensis
- B. s. variabilis

## Охрана
Внесён в Приложение III CITES в Коста-Рике, в которой считается исчезающим видом. В Белизе охраняется природоохранным актом (англ. Wildlife Protection Act). В Панаме законом не охраняется. Обитает в национальном парке Монте Кристо (Monte Cristo National Park) в Сальвадоре, национальном парке Вулкан Баро (Volcano Baro National Park) в Панаме, заповеднике бассейна Кокскомб (Cockscomb Basin Reserve) в Белизе и других охраняемых территориях.